# Phasmodes jeeba
Phasmodes jeeba é uma espécie de insecto da família Tettigoniidae.
É endémica da Austrália.